# Frédéric Sebag
Pour les articles homonymes, voir Sebag.
Frédéric Sebag, né le 28 mai 1962 à Casablanca, est coprésident du Groupe Open et ex-président du Tours FC.

## Biographie
Titulaire d'une licence de Mathématiques à l'université de Paris Dauphine, Frédéric Sebag débute dans une société de services informatiques, d'abord en tant qu'ingénieur d'affaires, puis en 1987, il en devient directeur commercial. Il fonde le Groupe Open en 1989 et en prend la présidence.
Frédéric Sebag  en assure la co-présidence avec Guy Mamou-Mani. Il met en œuvre une stratégie de développement ambitieuse, s'appuyant notamment sur l'innovation et la création de valeur, permettant à l’entreprise de figurer dans le top ten des Entreprises de Services du Numérique françaises aujourd’hui. Avec plus de 4 500 collaborateurs, Groupe Open est devenue un acteur de référence des ESN françaises.

## Transformation Numérique des Entreprises
Frédéric Sebag a rédigé en septembre 2014, une Tribune publiée par le Journal du Net traitant de la Transformation Numérique des entreprises. La Transformation Numérique est une démarche de mise en œuvre des usages de technologies numériques visant à développer la création de valeur de l’entreprise. Opérer la transformation numérique des entreprises, c’est mettre en œuvre les technologies (SMAC) et les usages associés dans quatre grands domaines : la marque, la relation client, l’ensemble des services et produits connectés, l’ensemble des process de l’entreprise. 

## Dirigeant de club
Frédéric Sebag a également été le président du Tours Football Club jusqu'en 2013. Il a également été membre de la haute autorité du football entre 2011 et 2013.

## Emissions
1. Frédéric Sebag se confie sur son parcours entrepreneurial dans l'émission "Hors Cadre" animée par Yannick Alléno.